# Кибальник, Владимир Иванович
Владимир Иванович Кибальник (род. 1957, г. Львов, Украинская ССР) — в 1996—2000 годах — глава Балашихинского района Московской области. Инженер по эксплуатации колесных и гусеничных машин, юрист-правовед, кандидат психологических наук.

## Краткая биография
Владимир Иванович Кибальник родился 23 октября 1957 года в семье военнослужащего во Львове (Украинская ССР). С декабря 1957 по октябрь 1963 года находился по месту службы отца в Группе Советских войск в Германии.
В 1963 семья прибыла к новому месту службы отца в 282-м гвардейском танковом полку (Новоград-Волынский, Житомирская область), где подполковник Кибальник Иван Федорович, в должности заместителя командира по политической части, организовал создание мемориала «Танк „Беспощадный“», посвященного героям 23-й отдельной гвардейской танковой Ельнинской, Краснознамённой, орденов Суворова, Кутузова и Богдана Хмельницкого бригады.
В 1964 году начал обучаться в школе военного городка. В 1970 году продолжил обучение в средней школе № 24 города Житомира, по новому месту службы отца. В 1974 году окончил школу с золотой медалью, во время школьной учёбы активно занимался велосипедным спортом, выполнил в 1973 году норматив кандидата в мастера спорта.
Пример отца, атмосфера жизни в военных городках, определили выбор — стать офицером. В 1974 году поступил и в 1978 году с отличием окончил Харьковское гвардейское высшее танковое командное училище.
Был отобран для службы в Отдельном танковом батальоне дивизии имени Дзержинского внутренних войск МВД СССР. Проходил службу командиром взвода, секретарём комитета комсомола батальона, помощником начальника политотдела дивизии по комсомольской работе, замполитом батальона.
В 1987 году поступил в Военно-политическую академию имени В. И. Ленина на заочный факультет, но в декабре был переведён для очного обучения на факультете пограничных и внутренних войск.
После знакомства с Ани́симовым Оле́гом Серге́евичем (методологом, философом, психологом, основателем Московского методолого-педагогического кружка) обосновал и осуществил в апреле 1990 года проведение организационно-деятельностной игры «Перестройка деятельности политорганов внутренних войск и подготовки кадров политработников» в Ленинградском Высшем политическом училище МВД СССР.
В 1990 году был избран депутатом Балашихинского городского совета. А после окончания обучения в военно-политической академии назначен заместителем командира по политической части ОМСБОНа в дивизии имени Дзержинского.
В тот период, депутатского демократического шторма, выступал за проведение продуманных реформ, соблюдение законности.
13 ноября 1990 года на встрече депутатов-военнослужащих с Президентом СССР М. Горбачевым выступил с критикой политики неисполнения законов, как устаревших: «Пока закон не отменен, он должен строго соблюдаться». Свое выступление М. Горбачев тогда начал словами: «Вот тут выступал майор из дивизии Дзержинского, он не прав…»
В начале августа 1991 года подполковник Кибальник В. И. был назначен для продолжения службы в Военно-политическое управление Внутренних войск МВД СССР.
После развала СССР, в феврале 1992 года откомандирован для работы в Балашихинском городском Совете народных депутатов, избран заместителем председателя горсовета. Организовывал деятельность Малого Совета, здесь же в соответствии с Земельным кодексом РСФСР от 25.04.1991 года, провел работу по установлению границ населенных пунктов района.
В 1993 году окончил курс обучения в Центре правовой переподготовки при Гуманитарной академии Вооруженных Сил по специальности «Правоведение».
В сентябре-октябре 1993 года не поддержал Ельцинский указ № 1400, пытаясь предотвратить кровопролитие, вечером 3 октября прибыл в приемную Главкома внутренних войск Куликова А. С. для организации переговоров, но в телецентре Останкино уже началась стрельба… Был арестован, через двое суток, после заслушивания на Военном Совете ВВ МВД, освобождён.
После прекращения деятельности городских и районных Советов народных депутатов не был допущен к продолжению военной службы и уволен в запас 30.12.1993 года.
В 1994—1996 годах работал на руководящих должностях ОАО «Черкизовский мясоперерабатывающий завод» в городе Москва.
В декабре 1996 года, когда впервые всенародно избирались руководители муниципалитетов Московской области, был избран главой Балашихинского района.
Уже в 1998 году в муниципалитете заработала программа полного удовлетворения льготников медикаментами на основе банковских карт с чипом. Это было, практически первое в России, введение в оборот социальной карты.
Балашихинский муниципалитет тогда стал лидером в реализации программы «Территориальная информационная система Московской области». Муниципальные служащие Балашихи создали электронный реестр населения, цифровую векторную карту района со слоями инфраструктуры, недвижимости, объектов экономики. Были сформированы Земельно-кадастровая и Регистрационные палаты с обустройством под обслуживание клиента.
К 2000 году в Балашихе начала реализовываться программа муниципальной жилищной ипотеки с рассрочкой до 10 лет оплаты, а не с процентной ставкой. И более 100 семей балашихинцев смогли улучшить свои жилищные условия. Впервые в России был разработан и утвержден генплан не только города Балашихи, но и района, при этом в жилищную застройку предполагалось перевести промзоны, ранее занятые войсковыми частями. Принципиальным моментом генплана было условие нового жилищного строительства как малоэтажного, а не 17-25 этажного.
Кибальник В. И. был активным сторонником установления нормативов минимальной среднедушевой бюджетной обеспеченности и финансовых затрат на оказание государственных услуг, что бы максимально исключалось бюджетное неравенство в функционировании учреждений образования, здравоохранения, социальной защиты, культуры и др.
В 1999 году Кибальнику В. И. присвоено звание полковник. Но на выборах Губернатора Московской области в 1999 году не поддержал Громова Б. В., что впоследствии сказалось на личных и деловых взаимоотношениях.
Решением диссертационного совета Государственного университета управления 21 марта 2000 года Кибальнику В. И. присуждена учёная степень кандидата психологических наук после защиты диссертации по теме «Социально-психологические механизмы формирования представлений о местной власти».
Вечером 4 сентября 2000 года, всего за несколько дней до празднования дня города и 170-летия со дня его основания, Балашиха и окрестности подверглись воздействию разрушительного шквала силой более 9 баллов по шкале Бофорта (что соответствует шторму; в СМИ назван ураганом в Балашихе).
В жилых домах центральной части города почти все кровли были повреждены и разрушены, более 100 га лесопарков как будто бы выкосили. На следующий день в районе было объявлено чрезвычайное положение, сформированная соответствующая городская комиссия организовала аварийно-восстановительные работы, которые позволили до наступления зимы восстановить кровли зданий и инженерные коммуникации, ликвидировать завалы на дорогах и во дворах. Несмотря, на тяжкие последствия, к счастью, в Балашихе не было жертв. Видимо, отсутствие людских жертв и спровоцировало реакцию Губернатора Громова Б. В., выраженную русским матом, на первичную информацию о значительном материальном ущербе.
Последствия были столь серьёзны, что устранялись в течение нескольких лет уже и следующей администрацией.
В сентябре 2000 года Кибальник В. И. был избран действительным членом Российской Муниципальной Академии, что явилось свидетельством о значительном вкладе в развитие местного самоуправления.
Летом 2000 года Владимир Кибальник заявил, что в предстоящих выборах участвовать не будет. Однако, по рекомендации Губернатора Громова Б. В. принял участие в выборах, но проиграл их Самоделову Владимиру Геннадьевичу.
В 2001—2002 годах работал федеральным инспектором по Московской области аппарата полномочного представителя Президента Российской Федерации в Центральном федеральном округе.
В 2002 году Кибальник В. И. написал и опубликовал книгу «Бюджет по блату — основа всех бед России», в которой познакомил читателей с наблюдениями и мыслями по поводу сложившейся в стране ситуации. Книга предлагает проанализировать, что лично каждый из нас получил от властей в государстве, а что остался должен обществу, как средства налогоплательщиков и бюджет влияют на психологию общества.
В 2002—2007 годах трудился в коммерческих инвестиционно-строительных организациях.
В 2007—2014 годах работал генеральным директором Федерального государственного бюджетного учреждения "Оздоровительный комплекс «Тетьково» Управления делами Президента Российской Федерации. Предложил программу развития и добился выделения финансирования около 2 млрд рублей для нового строительства и реконструкции объектов курорта.
В 2005—2013 являлся членом Экспертно-консультативного Совета при Председателе Счетной палаты РФ.
В 2014—2017 годах на государственной службе — заместитель начальника Административно-контрольного управления ФНС России.
В период с 2016 по 2017 годы был Председателем организации «Динамо» № 28 и членом Президиума Центрального совета Общества «Динамо».

## Работы
- Кибальник, В. И. Социально-психологические механизмы формирования представлений о местной власти: Дис. … канд. психол. наук: 19.00.05 Москва, 1999. 150 с. РГБ ОД, 61:00-19/153-8 (Издано — Москва: ПроСофт-М, 2003).
- Кибальник, В. И. Услышать и понять друга — РГБ ФБ 3 00-23/2282-2. — 46 с.[1]
- Кибальник, В. И. Бюджет по блату — основа всех бед России — АСТ-ПРЕСС КНИГА, 2002. — 61, [2] с.; 20 см; ISBN 5-7805-1006-7